# Амайя, Джохан
Джохан Камило Амайя Лукуми (исп. Jhojan Camilo Amaya Lucumí; 1 апреля 2006, Падилья) — колумбийский футболист, полузащитник клуба «Атлетико Насьональ», выступающий на правах аренды за клуб «Тауро».

## Клубная карьера
Амайя родился в Падилье в департаменте Каука, Колумбия. Он начал свою карьеру в клубе «Инкаука», где его вызвали в сборную Колумбии до 17 лет. Эти выступления привлекли внимание команды «Атлетико Насьональ» из Категории Примера А, которая в следующем году подписала контракт с Амайей. После того, как у основного нападающего Дорлана Пабона был диагностирован вирус, Амайя был призван заменить его в команде на матч первого дивизиона против «Агиласа Дорадаса», и он дебютировал, заменив Даниэля Мантилью.

## Карьера в сборной
В августе 2022 года дебютировал за сборную Колумбию до 17 лет в победном (2:0) матче против Чили.